# Malte Brinkmann
Malte Brinkmann (geboren 1966) ist ein deutscher Pädagoge und Professor für Allgemeine Erziehungswissenschaft an der Humboldt-Universität zu Berlin. Er ist Vertreter einer phänomenologisch orientierten Pädagogik und Erziehungswissenschaft.

## Leben
Nach Abitur an der Fürst-Johann-Ludwig-Schule in Hadamar sowie Zivildienst in Köln folgte von 1987 bis 1994 das Studium in Deutscher Philologie, Geschichte, Pädagogik und Musik mit dem Studienziel Lehramt an der Universität zu Köln. Von 1992 bis 1998 war Brinkmann Wissenschaftlicher Mitarbeiter bei Egon Schütz, seinerseits Schüler von Eugen Fink.
Der Promotion zum Dr. phil. im Jahre 1997 – mit einer Arbeit über Das Verblassen des Subjekts bei Foucault – schloss sich das Referendariat in Köln und Leverkusen sowie eine fünfjährige Tätigkeit als Lehrer (in den Fächern Deutsch, Geschichte, Musik und Ethik) an der Bundespräsident-Theodor-Heuss-Schule in Homberg (Efze) an. Danach kehrte Brinkmann zurück in die Wissenschaft. Er arbeitete zunächst an der PH Freiburg als Studienrat bzw. Akademischer Rat und wurde 2010 auf seine erste Professur für Allgemeine Pädagogik an die PH Ludwigsburg berufen. Mit einer Arbeit über Pädagogische Übung habilitierte sich Brinkmann im Jahre 2011. Seit 2012 ist er Professor für Allgemeine Erziehungswissenschaft an der Humboldt-Universität zu Berlin.
Brinkmann ist Mitglied der Deutschen Gesellschaft für Erziehungswissenschaft und Beirat in der 2010 gegründeten Gesellschaft für Bildung und Wissen. Er ist ebenfalls Initiator und Organisator einer internationalen Reihe von Symposia zur phänomenologischen Erziehungswissenschaft sowie Herausgeber einer gleichnamigen wissenschaftlichen Reihe. Auch ist er Mitherausgeber der Erziehungswissenschaftlichen Revue und betreibt einen zweisprachigen Blog zur phänomenologischen Erziehungswissenschaft.
Ein weiterer Schwerpunkt seiner Arbeit liegt im Gebiet der interkulturellen Unterrichtsforschung. Dazu arbeitet er unter anderem mit der Capital Normal University in Peking sowie mit der East China Normal University Shanghai zusammen. Im Zuge dessen wurde er im Oktober 2019 zum Honorarprofessor an der Capital Normal University in Peking, ernannt. Er ist zudem Foreign Chief Expert of Educational Video and Image Analysis Lab an der Zhejiang Normal University in Jinhua.
Mitte Juni 2024 forderte Brinkmann mit mehreren tausend weiteren Professoren und Dozenten den Rücktritt der Bildungs- und Forschungsministerin Bettina Stark-Watzinger aufgrund ihrer Erwägungen zur Kürzung von Forschungsmitteln für Hochschulangehörige, die zuvor gegen die Räumung eines propalästinensischen Protestcamps ausgesprochen hatten.

## Wissenschaftliche Schwerpunkte
Das theoretische und empirische Werk Brinkmanns konzentriert sich auf bildungstheoretische sowie erziehungstheoretische Fragestellungen, wobei Theorien des Lernens, der Bildung und Erziehung sowie der Übung im Mittelpunkt stehen. In einer phänomenologisch orientierten Unterrichtsforschung untersucht er Zeigegesten sowie Verkörperungen und bezieht diese auf die methodische sowie kategoriale Erforschung von Unterricht, Unterrichtsqualität und Schule. Er setzt sich kritisch mit aktuellen Problemen der Bildungspolitik und Bildungsreform (post PISA) auseinander.
In einem Offenen Brief mit anderen Berliner Professoren wendet er sich gegen die Verengung des Bildungsdiskurses und gegen eindimensionales Bildungsmonitoring. Sie fordern den Einbezug der fachlichen und methodischen Breite der Bildungsforschung sowie eine bildungstheoretische Fundierung, die allgemein- und fachdidaktisch sowie sozial- und professionstheoretisch gerahmt wird. Zudem wird für ein pädagogisch breites Konzept des Übens in der Schule plädiert.
Brinkmann vertritt eine Position der Phänomenologie als Denk- und Forschungsstil, die grundlagen- und erfahrungstheoretische Pädagogik als theoretische und praktische Wissenschaft versteht. Er steht in der Tradition Edmund Husserls, Martin Heideggers und Eugen Finks sowie an leibphänomenologischen Positionen von Helmuth Plessner, Maurice Merleau-Ponty und Bernhard Waldenfels. In seinen Arbeiten versucht er im Anschluss an Egon Schütz, Käte Meyer-Drawe und Wilfried Lippitz die phänomenologische Erziehungswissenschaft als Teildisziplin zu profilieren und interdisziplinär sowie international zu vernetzen.
Auf der Basis einer videografischen Unterrichtsforschung versucht Brinkmann, qualitativ verschiedene pädagogische Phänomene wie (Un-)Aufmerksamkeit, Zeigegesten, Wiederholung und Übung zu erfassen. Neuere Forschungen beschäftigen sich mit pädagogischen Perspektiven auf Embodiment (Verkörperungen), Emotionen, pädagogischer Ethosforschung (Projekt ELBE), Digitalität und Fach- und Sachlichkeit im Unterricht (Projekt PAU).

## Schriften (Auswahl)
- Die Wiederkehr des Übens. Praxis und Theorie eines pädagogischen Grundphänomens. Kohlhammer, Stuttgart 2021.
- Das Verblassen des Subjekts bei Foucault. Anthropologische und bildungstheoretische Studien. (= Schriften zur Erziehungsphilosophie. Band 16). Dissertation. Deutscher Studienverlag, Weinheim 1999.
- Üben: Wissen – Können – Wiederholen. Zeitphänomenologische Überlegungen zur pädagogischen Übung. In: Vierteljahrschrift für wissenschaftliche Pädagogik. 85. Jg., H. 4/2009. Ferdinand Schöningh, Paderborn 2009, S. 413–434.
- Fit für PISA? Bildungsstandards und performative Effekte im Testregime. Vorschläge zur theoretischen und pädagogischen Differenzierung von Bildungsforschung und Aufgabenkultur. In: Johannes Bilstein, Jutta Ecarius (Hrsg.): Standardisierung – Kanonisierung. Erziehungswissenschaftliche Reflexionen. (= Schriftenreihe der Kommission Allgemeine Erziehungswissenschaft der DGFE). Springer VS, Wiesbaden 2009, S. 97–116.
- Pädagogische Erfahrung – Phänomenologische und ethnographische Forschungsperspektiven. In: Ines Breinbauer u. a. (Hrsg.): Orte des Empirischen in der Bildungstheorie. (= Einsätze theoretischer Erziehungswissenschaft. Band II). Königshausen & Neumann, Würzburg 2011, S. 61–78.
- Pädagogische Übung. Praxis und Theorie einer elementaren Lernform. Habilitationsschrift. Ferdinand Schöningh, Paderborn 2012.
- Verstehen, Auslegen und Beschreiben zwischen Hermeneutik und Phänomenologie. Zum Verhältnis und zur Differenz von hermeneutischer Rekonstruktion und phänomenologischer Deskription am Beispiel von Günther Bucks Hermeneutik und Erfahrung. In: Sabrina Schenk, Torben Pauls (Hrsg.): Aus Erfahrung lernen. Anschlüsse an Günther Buck. Ferdinand Schöningh, Paderborn 2014, S. 199–222.
- Pädagogische Empirie – Phänomenologische und methodologische Bemerkungen zum Verhältnis von Theorie, Empirie und Praxis. In: Zeitschrift für Pädagogik. 61. Jg., H. 4/2015. Beltz Juventa, Weinheim 2015, S. 527–545.
- Übungen der Aufmerksamkeit: Phänomenologische und empirische Analysen zum Aufmerksamwerden und Aufmerksammachen. In: Sabine Reh, Jörg Dinkelaker, Kathrin Berdelmann (Hrsg.): Aufmerksamkeit. Geschichte – Theorie – Empirie eines pädagogischen Phänomens. Springer, Wiesbaden 2015, S. 199–220.
- Allgemeine Erziehungswissenschaft als Erfahrungswissenschaft. Versuch einer sozialtheoretischen Bestimmung als theoretisch-empirische Teildisziplin. In: Vierteljahresschrift für wissenschaftliche Pädagogik. 92. Jg., H. 2/2016, Ferdinand Schöningh, Paderborn 2016, S. 215–231.
- Egon Schütz – Existentialkritische Pädagogik. Band 2 der Reihe "Phänomenologische Erziehungswissenschaft", Hrsg. v. Brinkmann, Malte Springer VS, Wiesbaden, 2017.
- Aufgaben der Schule – systematischer Versuch einer Phänomenologie der Schule. In: Reichenbach, Roland/Bühler, Patrick (Hrsg.): Fragmente zu einer pädagogischen Theorie der Schule: Erziehungswissenschaftliche Perspektiven auf eine Leerstelle. Beltz/Juventa, Weinheim 2017, S. 88–110.
- mit Marc Fabian Buck, Sales Severin Rödel (Hrsg.): Pädagogik – Phänomenologie. Verhältnisbestimmungen und Herausforderungen. (= Phänomenologische Erziehungswissenschaft. Band 3). Springer VS, Wiesbaden 2017. doi:10.1007/978-3-658-15743-2
- Didaktische Relationen: Geteilte Aufmerksamkeit als unterrichtliche Praxis des Zeigens und Aufmerkens. Ergebnisse aus der pädagogisch-phänomenologischen Videographie des Unterrichts. In: Benner, Dietrich/Meyer, Hilbert/Peng, Zhengmei/Li, Zhengtao (Hrsg.): Beiträge zum chinesisch-deutschen Didaktik-Dialog (Perspectives on Sino-German Didactics Dialogue), Verlag Julius Klinkhar, Bad Heilbrunn 2018:, S. 114–133.
- Phänomenologische Erziehungswissenschaft. Grundlagentexte von den Anfängen bis heute. Band 4 der Reihe "Phänomenologische Erziehungswissenschaft". Springer VS, Wiesbaden 2018.
- mit Sales Severin Rödel: Pädagogisch-phänomenologische Videographie. Zeigen, Aufmerken, Interattentionalität. In: Moritz, Christine/Corsten, Michael (Hrsg.): Handbuch qualitativer Videoanalyse. Method(olog)ische Herausforderungen – forschungspraktische Perspektiven. Springer VS, Wiesbaden 2018, S. 521–547.
- Günther Buck: Lernen und Erfahrung. Epagoge, Beispiel und Analogie in der pädagogischen Erfahrung. (Neuauflage) Band 5 der Reihe "Phänomenologische Erziehungswissenschaft". Hrsg. v. Brinkmann, Malte, Springer VS, Wiesbaden 2019.
- zusammen mit Johannes Türstig u. Martin Weber-Spanknebel (Hg.): Leib – Leiblichkeit – Embodiment. Pädagogische Perspektiven auf eine Phänomenologie des Leibes. Band 7 der Reihe "Phänomenologische Erziehungswissenschaft". Springer VS, Wiesbaden 2019.
- Wilfried Lippitz: Phänomene der Erziehung und Bildung. Phänomenologisch-pädagogische Studien. Band 8 der Reihe "Phänomenologische Erziehungswissenschaft". Hrsg. v. Brinkmann, Malte, Springer VS, Wiesbaden 2019.
- Verkörperungen. (Post-) Phänomenologische Untersuchungen zwischen erziehungswissenschaftlicher Theorie und leiblichen Praxen in pädagogischen Feldern. Band 9 der Reihe "Phänomenologische Erziehungswissenschaft". Hrsg. v. Brinkmann, Malte, Springer VS, Wiesbaden 2019.
- Forschendes Lernen. Pädagogische Studien zur Konjunktur eines hochschuldidaktischen Konzepts. Band 10 der Reihe "Phänomenologische Erziehungswissenschaft". Springer VS, Wiesbaden 2020.
- Verstehen und Beschreiben. Zur phänomenologischen Deskription in der qualitativen Empirie. In: Schwarz, J. F./Symeonides, V. (Hrsg.): Erfahrungen verstehen – Nicht-Verstehen erfahren. Innsbruck: StudienVerlag, 2020, S. 29–46.
- Purposes of school – a phenomenological analysis via Hegel, Langeveld and Fink. In: Journal of curriculum studies, 2020.
- Verkörperungen und Aufmerksamkeit in pädagogischen Relationen – der Beitrag der phänomenologischen Unterrichtsforschung für die qualitative erziehungswissenschaftliche Forschung. In: Demmer, Christine/Fuchs, Thorsten/Kreitz, Robert/Wiezorek, Christine: Das Erziehungswissenschaftliche qualitativer Forschung, Schriftenreihe der DGfE-Kommission Qualitative Bildungs- und Biographieforschung, Leverkusen: Budrich. 2020, S. 17–38.
- mit Weiß, Gabriele und Rieger-Ladich, Markus: Generation und Weitergabe. Erziehung und Bildung zwischen Erbe und Zukunft (Schriftenreihe der Kommission Bildungs- und Erziehungsphilosophie der DGFE). Weinheim: Beltz Juventa, 2023.
- mit Weiß, Gabriele und Jergus, Kerstin: Geteilte und verteilte Welt(en) (Schriftenreihe der Kommission Bildungs- und Erziehungsphilosophie der DGFE). Weinheim: Beltz Juventa, 2024.
- mit Mattig, Ruprecht und Kipf, Stefan: Wilhelm von Humboldt: Kulturwissenschaftliche Forschung zwischen Praxis, Theorie und Empirie der Bildung, Weinheim: Beltz Juventa, 2023.
- mit Rödel, Severin Sales; Schauer, Gabriele; Christof, Eveline; Agostini, Evi; Pham Xuan, Robert; Schratz, Michael; Schwarz, Johanna Franziska (2022): Ethos im Lehrberuf (ELBE). Manual zur Übung einer professionellen Haltung. Zum Einsatz im hochschuldidaktischen Kontext.
- Brinkmann, Malte zusammen mit Anna-Katharina Praetorius, Wida Wemmer-Rogh, Patrick Schreyer (Hrsg.) (2024): Kognitive Aktivierung unter der Lupe. Bestandsaufnahme und Möglichkeiten der Weiterentwicklung eines prominenten Konstrukt. Münster, New York: Waxmann.

## Videos
- Embodied Understanding in Pedagogical Contexts (Vortrag beim 4th International Symposion on Phenomenological Research in Education am 19. September 2017)
- Zwischen Forschen und Lernen: Methodologische und didaktische Überlegungen zur Fallarbeit als Beispielverstehen und Beispielgeben (Vortrag beim Symposion Praxistheoretische Perspektiven auf Forschendes Lernen am 25. Mai 2018)
- On Bildung and Emotion (Vortrag beim 5th International Symposion on Phenomenological Research in Education am 1. April 2019)
- Practising the practice (Vortrag in der Nord Universität Bodø am 11. September 2019)
- Phänomenologische Erziehungswissenschaft. (Lehrvideo auf dem Lehrvideoportal Meet and Read Experts – Literatur und Lehrvideos mit Wissenschaftler*innen als intermediales Projekt der ZeBO Hagen)